# Burg Dachswangen
Die Burg Dachswangen ist der Überrest einer Niederungsburg bei der Gemeinde Umkirch im Landkreis Breisgau-Hochschwarzwald in Baden-Württemberg.
Die wahrscheinlich von den Herren von Dachswangen erbaute Burg wurde 1122 im Rotulus Sanpetrinus erstmals erwähnt. Mit dem Tod des Junkers Gaudenz von Blumegg zu Dachswangen im Jahr 1577, von welchem noch ein Lehen über 300 Seeforellen im Schluchsee an das Kloster St. Blasien zurückfiel, starb auch das Geschlecht der Herren von Blumegg im Mannesstamm aus.

## Historisches
1279, Bischoffingen, Weisthum des Üsenbergischen Dinghofes zu Bischoffingen.
Hesse und Růdolf von Uesinberg beurkunden die Rechte des Fronhofes zu Bischofingen. Als Zeugen werden genannt: ... har an wa[re]n unde sint s[e]in[e] geziuge (Zeugen) der l[e]iutpriester von Bischoffingen, der do da sang, her Eppen von Thaswangen 4, her Heinrich von Maltertingen 5, Wirdelin unser vogtz Kostelin dez kneht von Riuti (Reute b. Amt Emmendingen), meister Berhtolt unser koch und ander erber liute genůge.
Eppen ist die mhd. o. aleman. Abkürzung für Eberhard. Wobei aus dem Text nicht ganz klar hervorgeht, ob der Leutpriester von Bischoffingen und Eppen von Thaswangen ein und derselbe sind.
Anmerkung: 4 Ein „Dachswangen“ liegt bei Umkirch auf der Ostseite des Kaiserstuhls.
Nach 1765 wurde das Anwesen zur Mühle umgebaut, verfiel jedoch später. Bei Umbaumaßnahmen konnten 1977 in dem alten Gebäude Reste der ursprünglichen Burganlage identifiziert werden.

## Belege
1. ↑  Quelle: Stefan Schmidt: Endinger Psalter vulgo Urkundenbuch der Stadt Endingen Bd. II manuscriptum S. 330.
2. ↑  Dachswanger Mühle, umkirch.de, abgerufen am 27. Juni 2019.